# 1802 w muzyce
Wydarzenia muzyczne w 1802 roku.

## Wydarzenia
- 16 stycznia – w mediolańskiej La Scali odbyła się premiera opery I misteri eleusini Johanna Simona Mayra[1][2]
- 5 kwietnia – w paryskim Théâtre Feydeau odbyła się premiera opery Une folie Étienne’a Méhula[1][2]
- 2 czerwca – Johann Simon Mayr został wybrany kapelmistrzem w bazylice Santa Maria Maggiore w Bergamo[1][2]
- 29 lipca – w paryskim Théâtre Feydeau odbyła się premiera opery Le trésor supposé, ou Le danger d’écouter aux portes Étienne’a Méhula[1][2]
- 19 sierpnia – Théâtre de la République et des Arts (Opéra de Paris) zmienia nazwę na Théâtre de l’Opéra[1][2]
- 8 września – w Eisenstadt ma miejsce premiera Harmoniemesse Josepha Haydna[1][2]
- 6 października – Ludwig van Beethoven pisze dramatyczny list do swojego brata Karola. Mowa w nim o narastającej głuchocie. List nie został wysłany i znaleziono go wśród jego osobistych rzeczy po śmierci[1][2]
- 23 listopada – w paryskim Théâtre Feydeau odbyła się premiera opery Joanna Étienne’a Méhula[1][2]

## Urodzili się
- 20 lutego – Charles Auguste de Bériot, belgijski skrzypek, kompozytor i pedagog muzyczny (zm. 1870)
- 3 marca – Adolphe Nourrit, francuski śpiewak klasyczny (tenor) (zm. 1839)
- 27 kwietnia – Louis Niedermeyer, szwajcarski kompozytor i pedagog (zm. 1861)
- 7 października – Bernhard Molique niemiecki kompozytor i skrzypek (zm. 1869)

Data dzienna nieznana
- Ureli Corelli Hill, amerykański dyrygent i skrzypek, założyciel i pierwszy dyrektor muzyczny Filharmonii Nowojorskiej (zm. 1875)

## Zmarli
- 27 stycznia – Johann Rudolf Zumsteeg, niemiecki kompozytor i dyrygent (ur. 1760)
- 28 lipca – Giuseppe Sarti, włoski kompozytor (ur. 1729)
- 10 sierpnia – Antonio Lolli, włoski skrzypek i kompozytor (ur. ok. 1725)
- 23 sierpnia – Corona Schröter, niemiecka śpiewaczka i aktorka (ur. 1751)
- 22 października
  - Samuel Arnold, angielski kompozytor i organista (ur. 1740)
  - Sophie Arnould, francuska śpiewaczka (sopran) (ur. 1740)

## Muzyka poważna
- 15 lutego – w Londynie Muzio Clementi publikuje drugą część Practical Harmony[1][2]
- 11 września – publikacja trzech „sonat fortepianowych op. 40” Muzio Clementiego w londyńskim Stationers’ Hall[1][2]